# 台北地下街

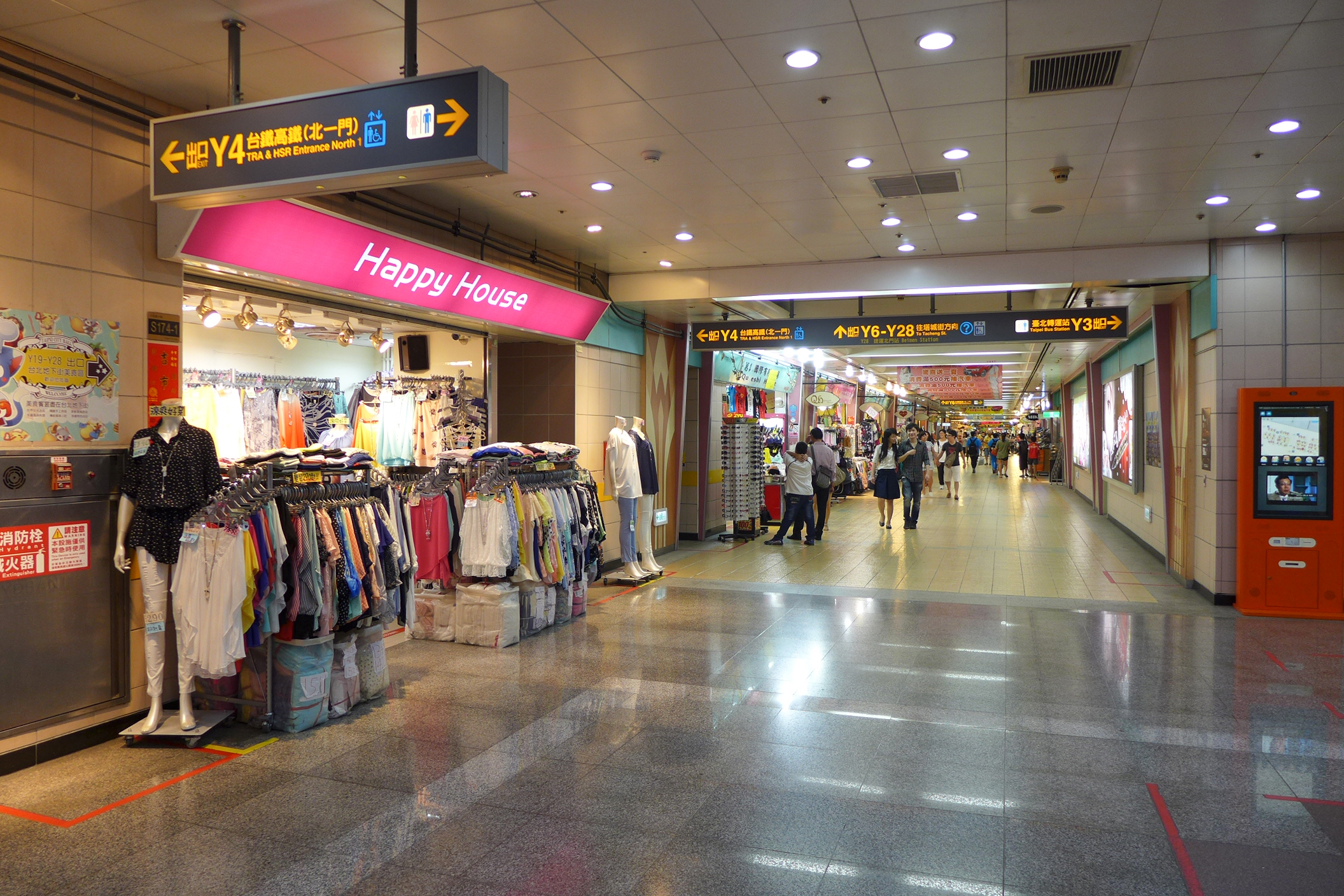
台北地下街

台北地下街（タイペイちかがい、英語: Taipei City Mall）は、台湾台北市に位置する地下街。2000年3月29日に開業した。出入口は28個存在し、専用駐車場を備える。台北駅に接続しており、市民大道の下に位置する。東西には塔城街から公園路に渡って存在する。地下街はレストラン・電子機器・ライフスタイルとグッズ・服飾の4つのゾーンで構成されている。2004年4月時点において199の店舗が存在する。

## ギャラリー

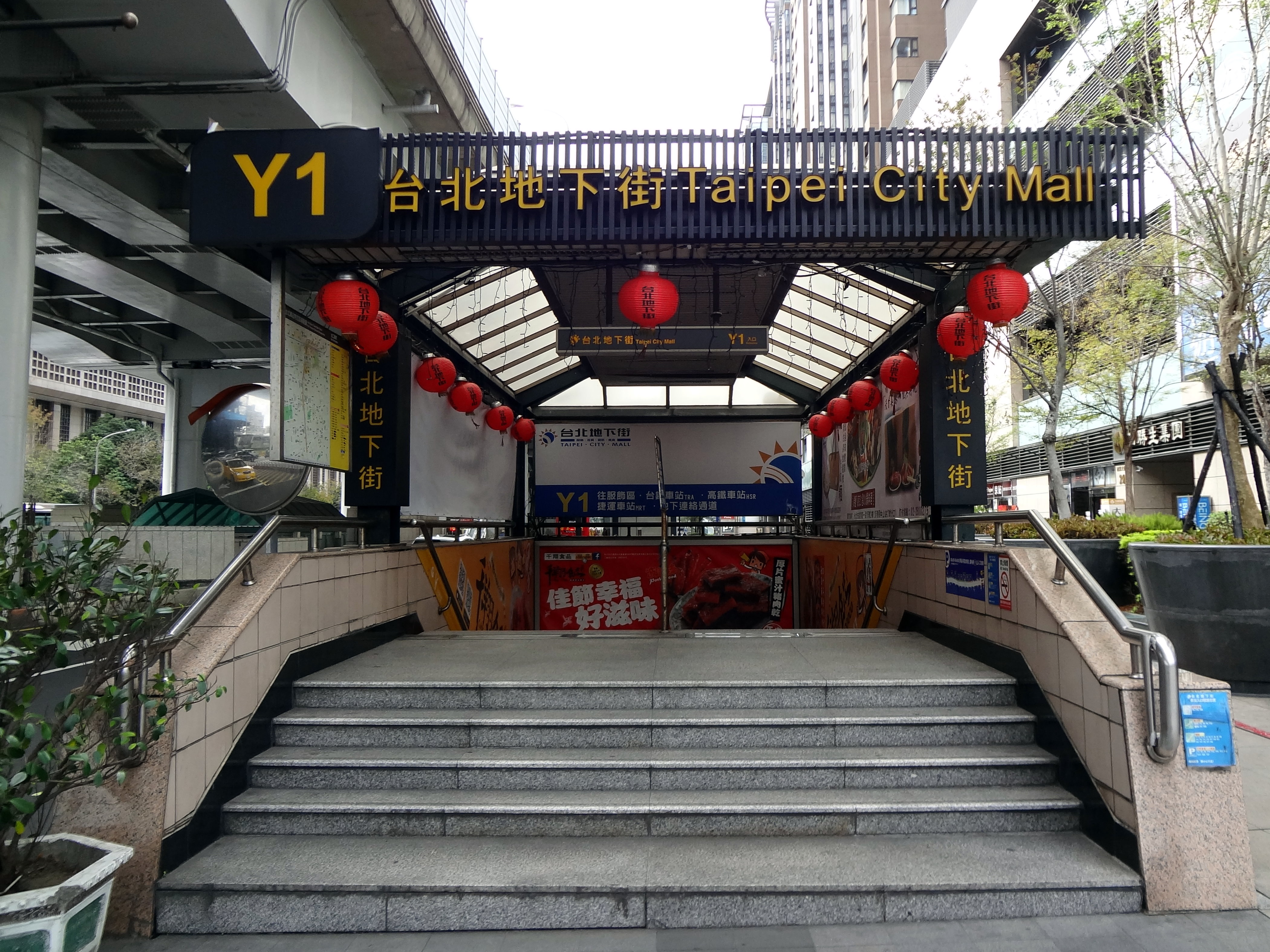
地下街出入口Y1
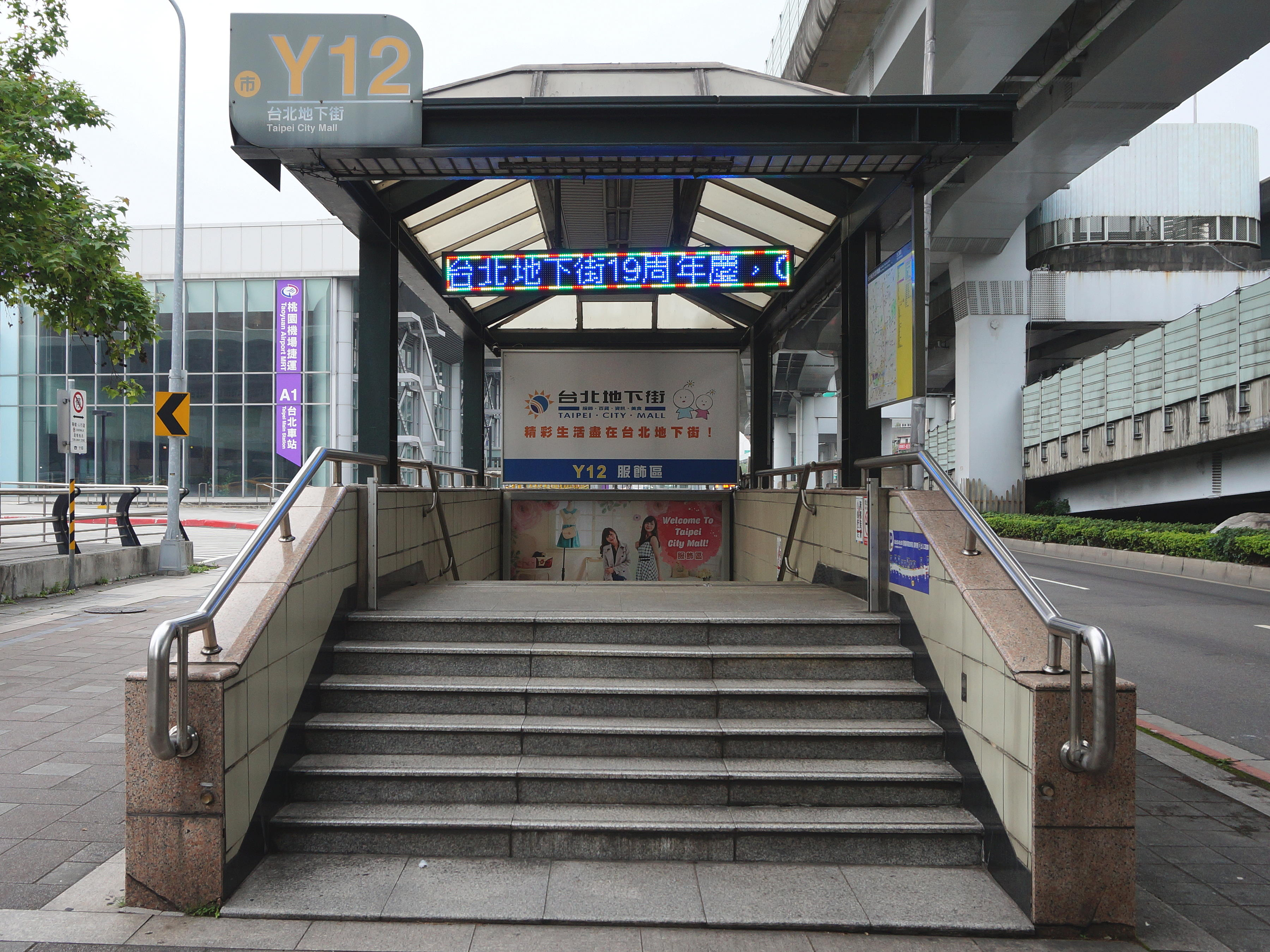
地下街出入口Y12